# Rainer Maria Woelki

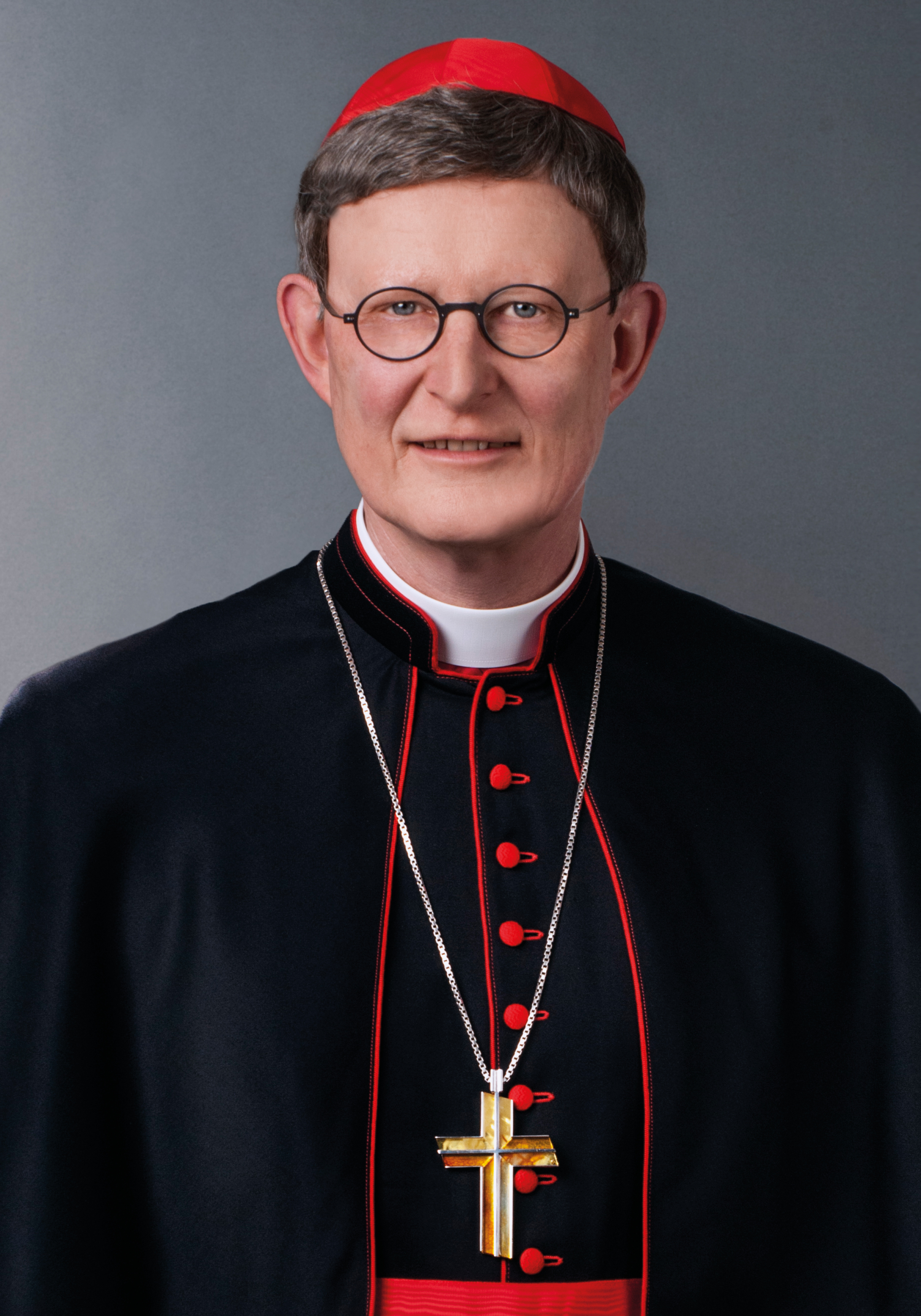
Rainer Maria Kardinal Woelki (2019)

Wappen als Erzbischof von Köln

Rainer Maria Kardinal Woelki (* 18. August 1956 in Köln) ist ein deutscher Theologe, Kardinal der römisch-katholischen Kirche und seit 2014 Erzbischof von Köln sowie Metropolit der zugehörigen Kirchenprovinz. Im Zusammenhang mit der Aufarbeitung von Fällen sexuellen Missbrauchs im Erzbistum Köln entstand infolge von Fehlern Woelkis nach 2018 eine Vertrauenskrise im Erzbistum. Dies bestätigte eine von Papst Franziskus angeordnete Visitation, die konstatierte, Woelki habe „vor allem auf der Ebene der Kommunikation auch große Fehler gemacht“, und dies habe „wesentlich dazu beigetragen, dass es im Erzbistum zu einer Vertrauenskrise gekommen ist, die viele Gläubige verstört“. Am 2. März 2022 wurde mitgeteilt, dass Woelki Papst Franziskus seinen Amtsverzicht angeboten habe. Die kirchenrechtliche Frist von drei Monaten verstrich, ohne dass es zu einer öffentlich kommunizierten Entscheidung durch den Papst kam. 2024 verlor das von Woelki geführte Erzbistum Köln in Folge einer überdurchschnittlich hohen Zahl an Kirchenaustritten nach mehreren Jahrzehnten seinen Rang als das mitgliederstärkste Bistum im deutschsprachigen Raum an das Bistum Münster.
Seit 2012 ist er Kardinalpriester von San Giovanni Maria Vianney.

## Werdegang

### Bis zum Jahr 2003
Rainer Maria Woelki wurde als Sohn des Elektrikers Alfons Woelki (1928–2014) und seiner Frau Elisabeth in Köln-Mülheim geboren. Seine Eltern waren ostpreußische Heimatvertriebene, gebürtig aus Frauenburg im Ermland, die im Jahr 1945 in den Westen Deutschlands flohen. Woelki wuchs mit einem jüngeren Bruder und einer jüngeren Schwester in der Kölner Bruder-Klaus-Siedlung im Stadtteil Mülheim auf, die durch eine auf Initiative eines Kölner Pfarrers entstandene Siedlergemeinschaft für Kriegsflüchtlinge und Ausgebombte errichtet worden war; Bauherr war das Siedlungswerk der Erzdiözese Köln. Woelki entstammt einem „katholischen Milieu“; er habe nach eigener Aussage in seiner Pfarrgemeinde eine „geschlossene, heilige, katholische Welt“ erlebt, die ihm Halt und Orientierung vermittelt habe. In seiner Heimatpfarrei war Woelki Messdiener und Jugendgruppenleiter und feierte 1985 hier auch seine Primiz. Das Vorbild eines Kaplans seiner Gemeinde hatte in ihm bereits im Grundschulalter den Wunsch geweckt, Priester zu werden. Nach einer zwischenzeitlichen festen Beziehung entschied sich Woelki erst in der Wehrdienstzeit endgültig für den geistlichen Beruf.
Nach seinem Abitur am Städtischen Hölderlin-Gymnasium in Köln-Mülheim 1977 leistete er seinen Wehrdienst im Panzerartillerielehrbataillon 95 in Munster (Örtze) und studierte dann von 1978 bis 1983 Katholische Theologie und Philosophie an der Rheinischen Friedrich-Wilhelms-Universität Bonn und an der Albert-Ludwigs-Universität Freiburg unter anderem bei Karl Lehmann, dem späteren Kardinal und Bischof von Mainz. In Bonn gehörte er 1979 zu den Wiederbegründern der Aktivitas der Studentenverbindung katholischer Theologen St.V.k.Th. Rhenofrankonia Bonn.
2000 wurde Woelki an der Päpstlichen Universität vom Heiligen Kreuz in Rom mit einer Dissertation zum Thema Die Pfarrei – ein Beitrag zu ihrer ekklesiologischen Ortsbestimmung zum Doktor der Theologie promoviert.
Woelki war 1983 Praktikant und 1984 Diakon in der Pfarrgemeinde St. Katharina in Gerresheim im Osten Düsseldorfs. Er empfing am 14. Juni 1985 durch Erzbischof Joseph Kardinal Höffner im Kölner Dom die Priesterweihe. Nach seelsorgerischer Tätigkeit als Kaplan an St. Marien in Neuss, Präses der Kolpingsfamilie Neuss-Zentral, Militärpfarrer in Münster-Handorf und Kaplan an St. Joseph in Ratingen wurde er 1990 Erzbischöflicher Kaplan und Geheimsekretär von Joachim Kardinal Meisner. Von 1997 bis 2003 war Woelki Direktor des Theologenkonviktes Collegium Albertinum in Bonn. Papst Johannes Paul II. verlieh ihm am 21. November 1999 den Päpstlichen Ehrentitel Kaplan Seiner Heiligkeit (Monsignore).

### Weihbischof in Köln
Papst Johannes Paul II. ernannte Woelki am 24. Februar 2003 zum Titularbischof von Scampa und zum Weihbischof im Erzbistum Köln. Joachim Kardinal Meisner spendete ihm am 30. März 2003 im Kölner Dom die Bischofsweihe; Mitkonsekratoren waren sein Amtsvorgänger Weihbischof Klaus Dick und der damalige Kölner Weihbischof Norbert Trelle.
Sein damaliges Bischofswappen war zweigeteilt. Es zeigte oben ein geständertes (geteiltes) Kreuz auf silbernem Grund, das Wappen des Erzbistums Köln. Unten befand sich das Attribut des schweizerischen Heiligen Klaus von der Flüe (Patrozinium der Heimatpfarrei in Köln-Mülheim), ein Rad, bestehend aus zwei konzentrischen silbernen Ringen, aus deren Mitte sechs goldene Nägel erwachsen. Hinter dem Wappenschild das Kreuz, darüber der grüne Galero mit jeweils sechs grünen Quasten. Im Schriftband der Wahlspruch Bischof Woelkis Nos sumus testes („Wir sind Zeugen“); dieser entstammt der Apostelgeschichte (Apg 5,32 ).
Joachim Kardinal Meisner ernannte Weihbischof Woelki zum Bischofsvikar für die Fragen der Glaubenslehre und Ökumene und beauftragte ihn mit dem Pastoralbezirk Ost des Erzbistums. 2003 wurde er zum residierenden Domkapitular gewählt. Seit dem 1. Januar 2005 war Woelki Bischofsvikar für den Ständigen Diakonat und seit dem 1. Januar 2006 für den Pastoralbezirk Nord mit den Großstädten Düsseldorf und Wuppertal zuständig.

### Erzbischof von Berlin

Wappen Kardinal Woelkis als Erzbischof von Berlin

Woelki wurde am 27. August 2011 in der St.-Hedwigs-Kathedrale in das Amt als Erzbischof von Berlin eingeführt. Papst Benedikt XVI. hatte am 2. Juli 2011 Woelkis Wahl durch das Berliner Metropolitankapitel bestätigt und ihn zum Erzbischof von Berlin ernannt. Am 16. August 2011 legte Woelki als erster Erzbischof den nach dem Reichskonkordat vom 20. Juli 1933 vorgeschriebenen Treueid vor dem Senat von Berlin ab.
Sein Amtswappen verbindet die Wappen der vorreformatorischen Diözesen Brandenburg, Havelberg, Cammin und Lebus, auf deren Grund das Erzbistum Berlin errichtet wurde, mit einem fünften Feld im Schildfuß, das auf goldenem Grund ein blaues Rad mit sechs roten Keilen als Speichen zeigt, die abwechselnd nach außen oder innen gerichtet sind: das Meditationsbild des heiligen Niklaus von Flüe, des Patrons der Heimatpfarrei Woelkis in Köln-Mülheim. Hinter dem Wappenschild stehen die Attribute eines Erzbischofs im Kardinalsrang, ein Doppelkreuz und ein Galero mit 15 Quasten.
Die Ernennung führte zu öffentlichen Spekulationen um mögliche Positionen und Haltungen Woelkis. Aufgrund seiner Promotion an der Opus-Dei-geführten Päpstlichen Universität vom Heiligen Kreuz und einer Predigt zu Josemaría Escrivá bei einem Festakt des Opus Dei 2008 in der Kölner Kirche St. Pantaleon wurde ihm eine persönliche Verbindung mit, gerüchteweise auch die Mitgliedschaft in dieser Personalprälatur unterstellt. Woelki führte in seinen Reaktionen aus, er sei kein Mitglied dieser Organisation: „Ich bin immer Diözesanpriester gewesen und gehöre weder dem Opus Dei noch einer anderen kirchlichen Gemeinschaft an.“
Woelki hatte als Weihbischof in Köln in einem Personalgespräch mit Georg Schwikart, einem damaligen Kandidaten für den Ständigen Diakonat, Homosexualität als Verstoß gegen die „Schöpfungsordnung“ bezeichnet.
Die Ernennung Woelkis zum Berliner Erzbischof rief deshalb unter anderem beim Arbeitskreis „Lesben und Schwule in der SPD“ wie auch bei Berliner Bundestagsabgeordneten aus CDU, Grünen und SPD Kritik hervor. In einer Pressekonferenz nach seiner Ernennung erklärte Woelki, dass er „allen Menschen an seiner neuen Wirkungsstätte mit Respekt und Achtung begegnen“ und auch Gesprächsangebote des Lesben- und Schwulenverbands annehmen wolle. Zu dem Gespräch kam es am 16. September 2011.
Am 18. Februar 2012 wurde Woelki von Benedikt XVI. zum Kardinal ernannt und im feierlichen Konsistorium mit der Titelkirche San Giovanni Maria Vianney in das Kardinalskollegium aufgenommen. Am 29. Juni 2012 wurde Woelki von Benedikt XVI. im Petersdom das Pallium verliehen, ein Amtsabzeichen der Metropoliten. Seine Titelkirche nahm er am 30. Juni 2012 formell in Besitz. Nach Benedikts Rücktritt am 28. Februar 2013 nahm Woelki am Konklave 2013 teil.

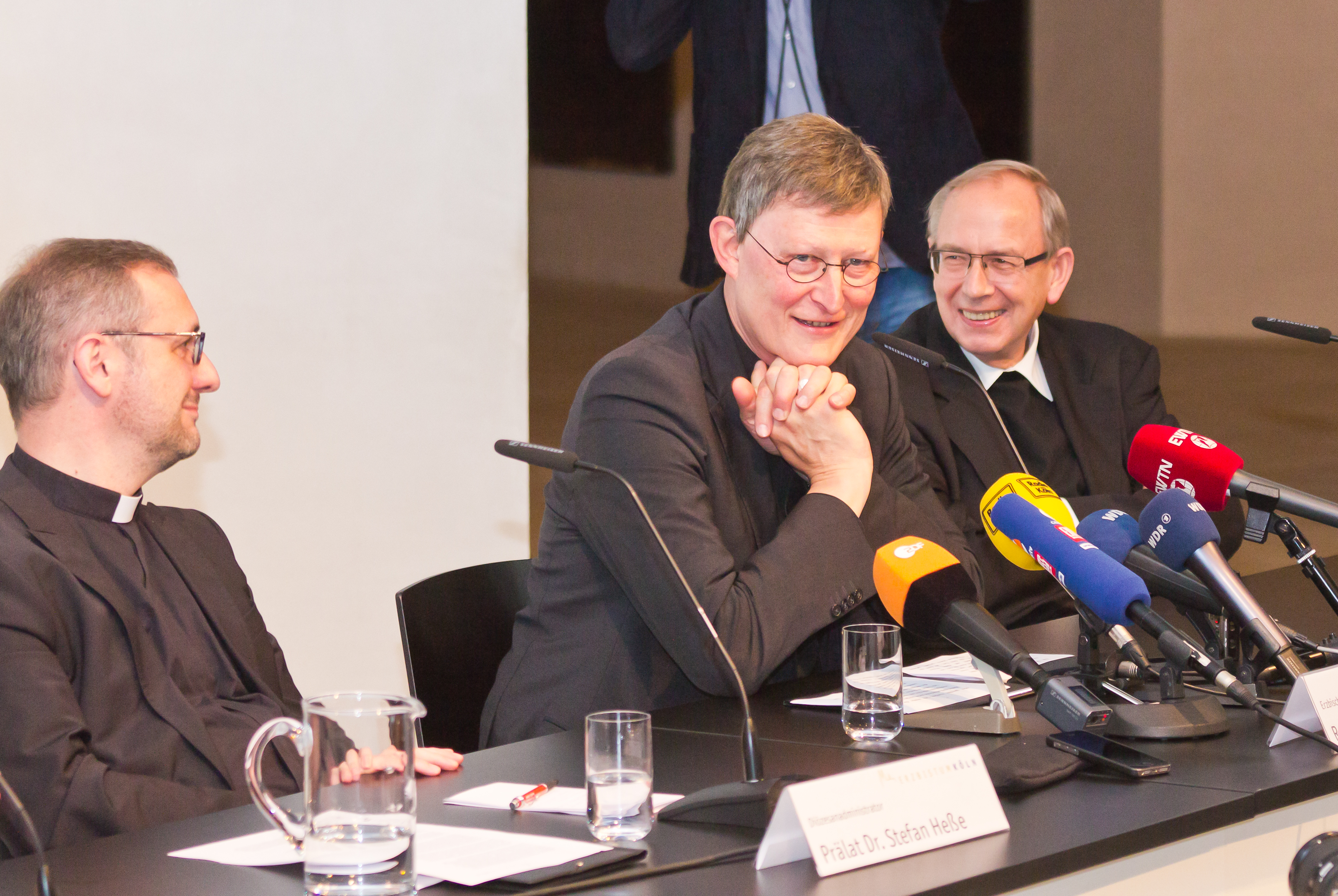
Pressekonferenz zur Ernennung von Kardinal Woelki zum Erzbischof von Köln am 12. Juli 2014. Rainer Maria Kardinal Woelki, Diözesanadministrator Stefan Heße (links) und Dompropst Norbert Feldhoff

Am 7. September 2014 wurde Woelki in einem Pontifikalamt als Erzbischof von Berlin verabschiedet.
Woelki setzte verschiedene Zeichen der Veränderung: Er nahm bewusst seinen Wohnsitz im Arbeiterbezirk Wedding, bemühte sich um Hilfe für Flüchtlinge und berief zahlreiche Frauen in leitende Funktionen, so mit Ulrike Kostka erstmals eine Frau als Direktorin des Diözesan-Caritasverbandes. Er leitete im Erzbistum Berlin eine tiefgreifende Strukturreform mit dem Titel „Wo Glauben Raum gewinnt“ ein, deren Ziel ist, bis 2020 die Zahl der rechtlich selbständigen Pfarreien auf 30 zu reduzieren. Bereits von seinem Vorgänger wurde die Neugestaltung des Innenraums und des Umfeldes der St.-Hedwigs-Kathedrale in Berlin ins Auge gefasst. Sie wurde im November 2013 mit der Ausschreibung eines Architekten-Wettbewerbs begonnen.

### Erzbischof von Köln

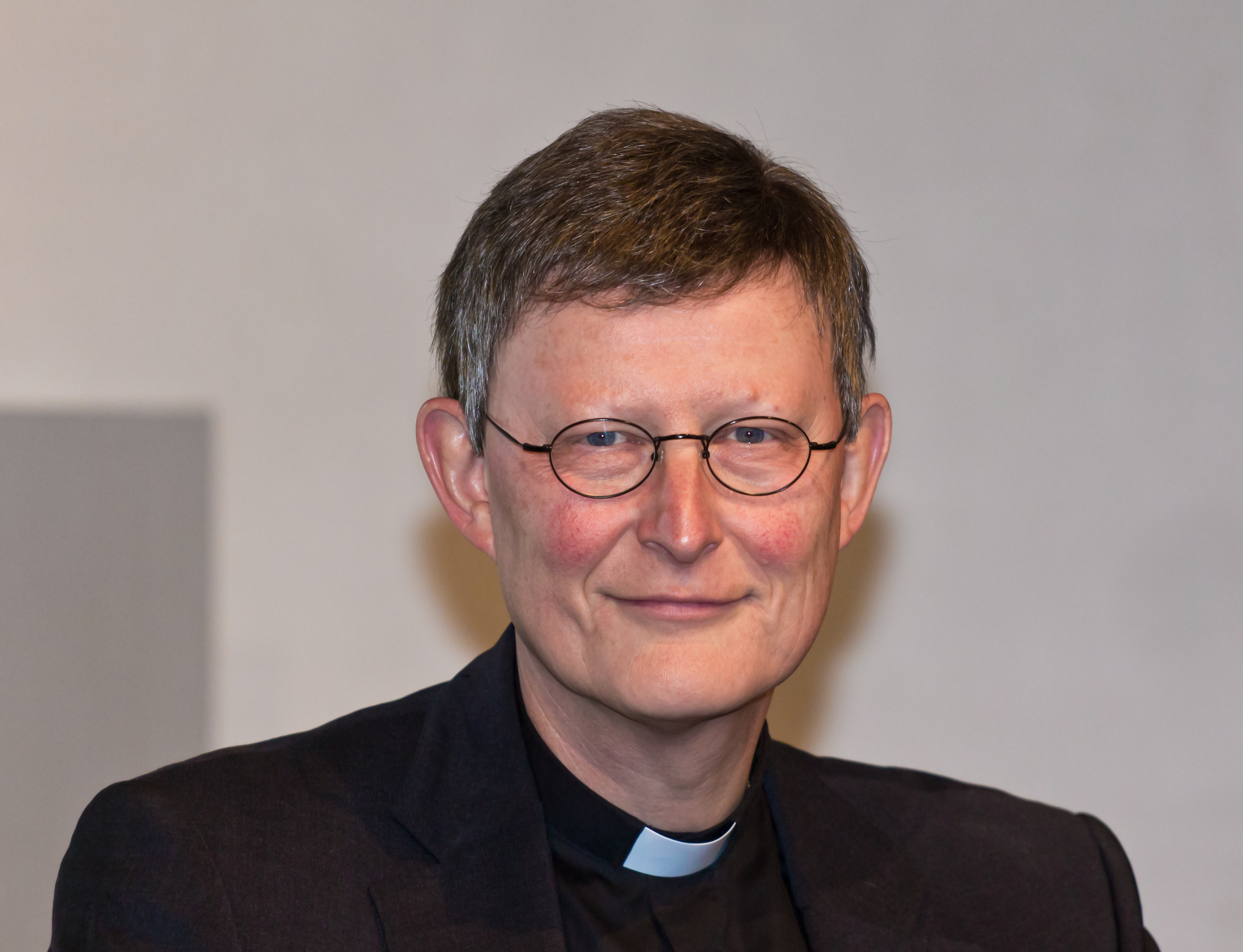
Rainer Maria Woelki (2014)

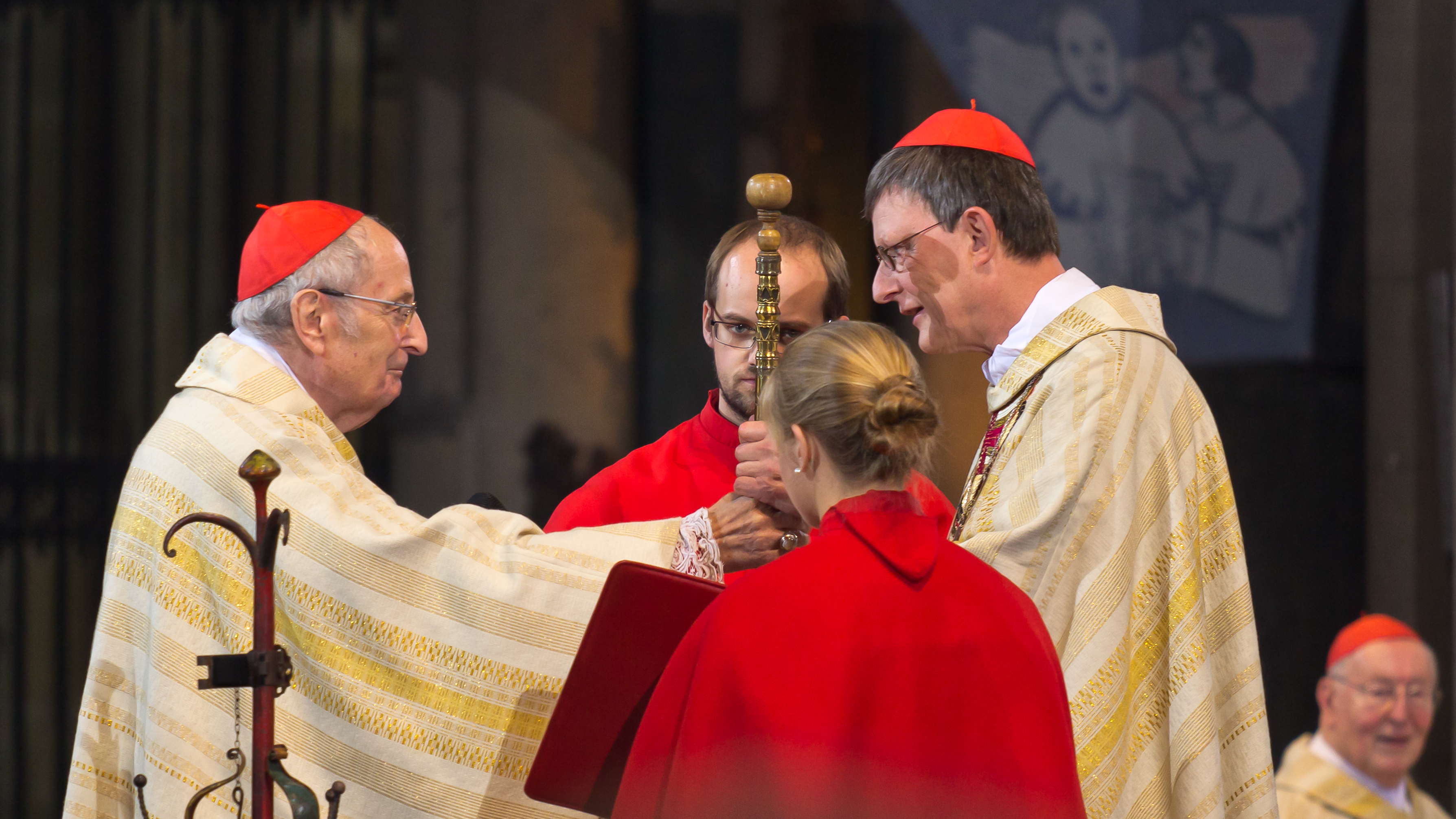
Der emeritierte Erzbischof von Köln Joachim Kardinal Meisner überreicht den Petrusstab an seinen Nachfolger Rainer Kardinal Woelki

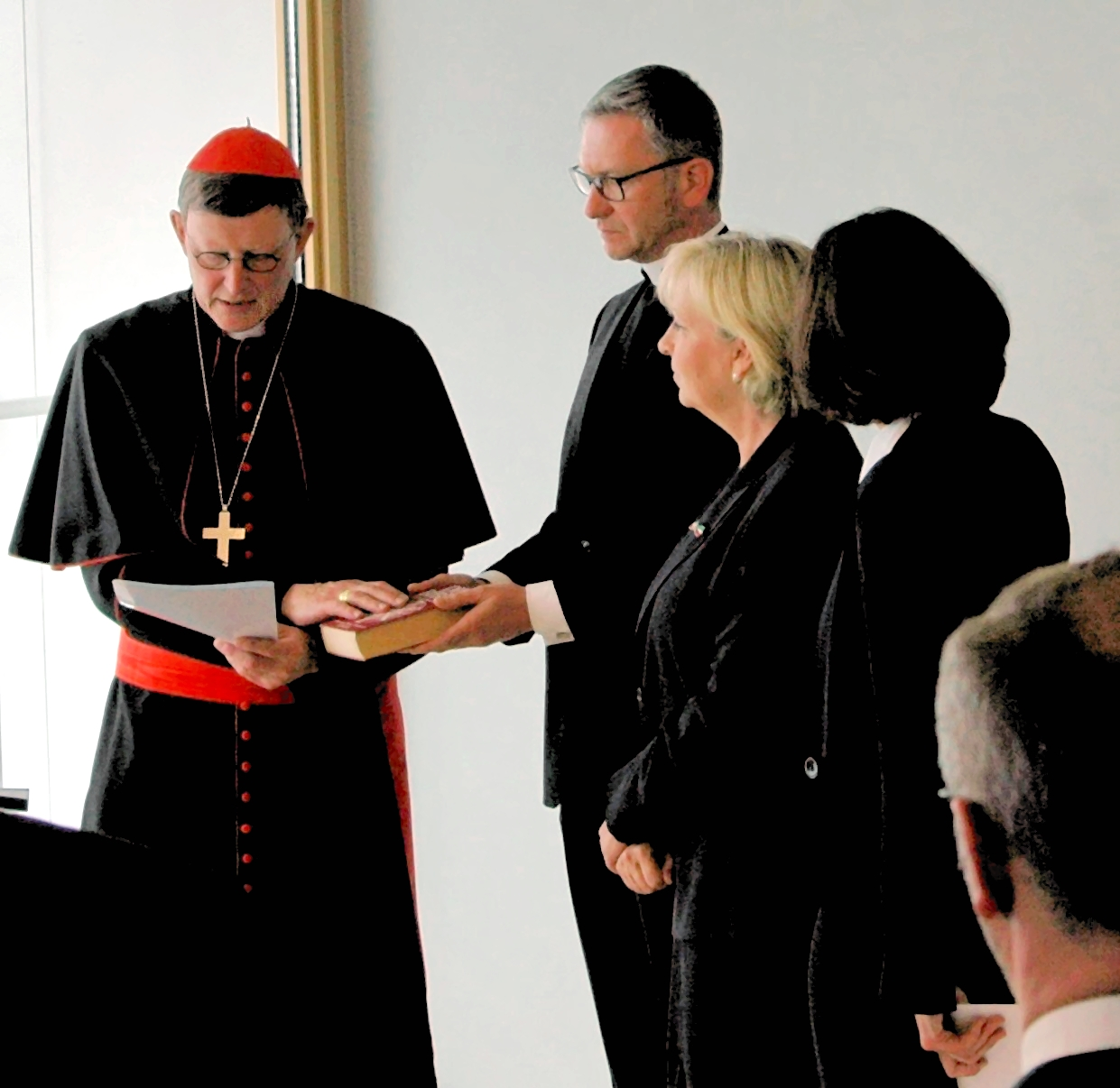
Staatlicher Treueeid in der Staatskanzlei NRW

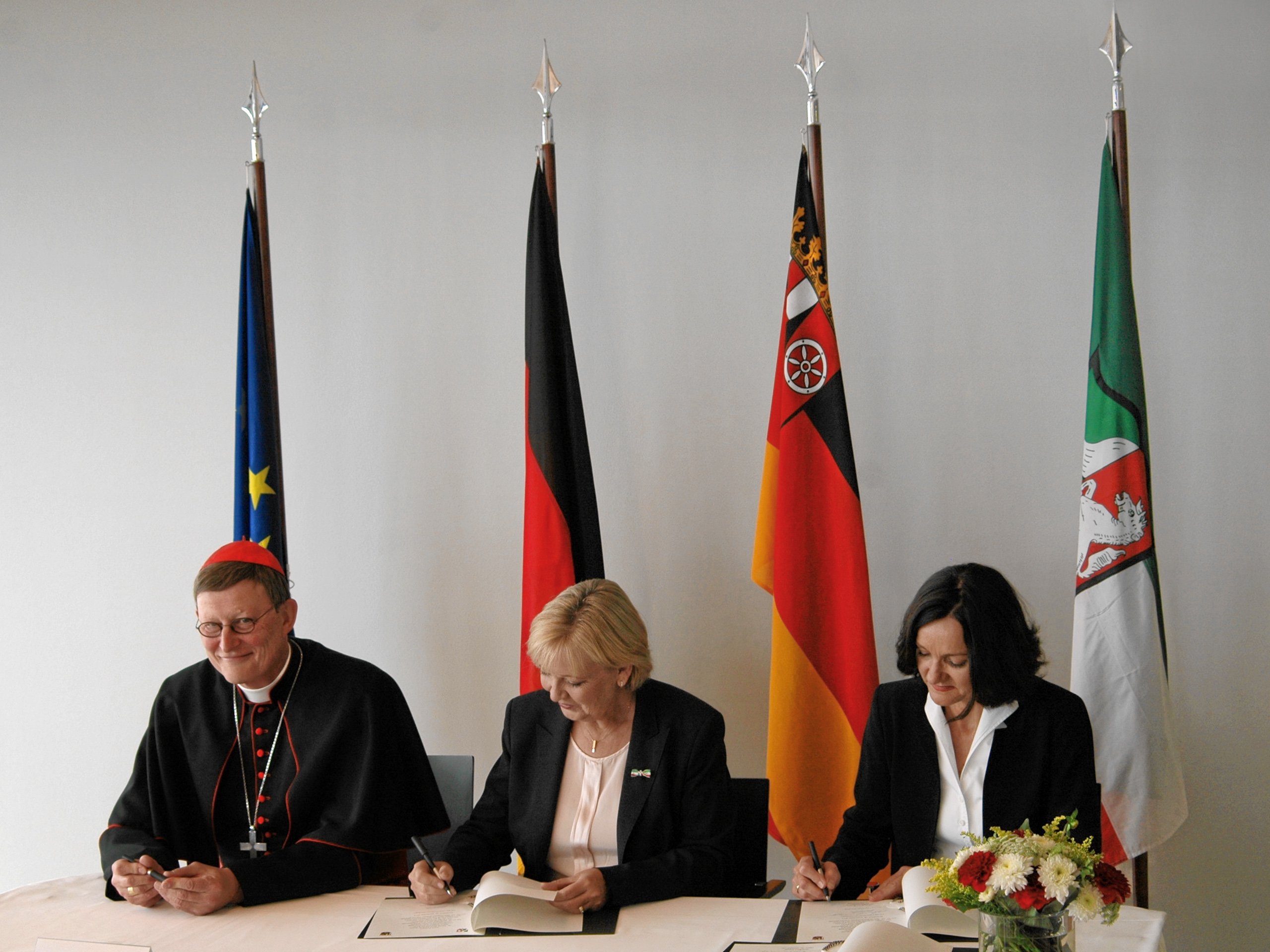
Beurkundung des Treueeides mit NRW-Ministerpräsidentin Hannelore Kraft und der Chefin der Staatskanzlei Rheinland-Pfalz Jacqueline Kraege (18. September 2014)

Am 11. Juli 2014 wurde Woelki von Papst Franziskus zum Erzbischof von Köln ernannt. Er ist der 95. Bischof dieses Bistums. Die Amtseinführung fand am 20. September 2014 im Rahmen eines Pontifikalamtes im Kölner Dom statt. Als Geschenk an Woelki wurde eine Motette des Düsseldorfer Kirchenmusikers Klaus Wallrath zum Wahlspruch des Erzbischofs Nos sumus testes uraufgeführt.
Sein neues Amtswappen besteht aus einem zweigeteilten Schild. Über dem Schild ein goldenes Doppelkreuz. Auf der linken Schildseite zeigt es das schwarze Kreuz des Erzbistums Köln, im rechten Schildteil das Meditationsrad des Nikolaus von Flüe. Bruder Klaus war der Patron seiner Heimatpfarrei in der Bruder-Klaus-Siedlung in Köln-Mülheim. Unter dem Wappenschild das Pallium und das Schriftband mit seinem Wahlspruch.
Kardinal Woelki nahm auch am Konklave 2025 teil, aus dem Papst Leo XIV. als neuer Pontifex hervorging.

## Wirken

### Umgang mit sexualisierter Gewalt an Kindern

#### Erstes Gutachten zu sexualisierter Gewalt
In Reaktion auf die Veröffentlichung der MHG-Studie der deutschen Bischofskonferenz im Jahr 2018 gab Woelki bei einer Münchener Rechtsanwaltskanzlei ein Gutachten zu sexualisierter Gewalt in Auftrag, begangen an Kindern durch Täter, welche beim Bistum angestellt waren. Der Kanzlei wurden, gleichzeitig mit den zuständigen Staatsanwaltschaften in Köln, Düsseldorf und Bonn, alle relevanten Originalakten vom Erzbistum zur Verfügung gestellt. In dem Gutachten sollte es insbesondere auch um den Umgang einzelner Verantwortlicher im Erzbistum Köln mit den Taten gehen. Woelki gab nach der Beauftragung an, dass ein Ziel auch die Nennung von Namen früherer Verantwortungsträger sein müsse, die gegebenenfalls Fehler gemacht hatten. Besonders ging es ihm zudem um „die Verhinderung künftiger Untaten“, also Präventionsarbeit. Mit der Beauftragung des Gutachtens folgte Woelki seiner Zusage, „sich der Wahrheit [zu] stellen - auch dann, wenn diese schmerzlich ist“.
Am 30. Oktober 2020 teilte Woelki der Presse mit, dass er das Gutachten nicht veröffentlichen werde, weil es erhebliche methodische Mängel aufweise. In einem vom Generalvikariat beauftragten Gutachten attestieren die Professoren Matthias Jahn und Franz Streng jenem Gutachten erhebliche methodische Fehler und kommen zum Schluss: „Das Gutachten der Rechtsanwälte Westphal Spiker Wastl ist deshalb als Grundlage für die Benennung von Verantwortung durch Tun oder pflichtwidriges Unterlassen nach kirchlichem oder staatlichem Strafrecht auf Ebene der Entscheidungsträger des Erzbistums Köln keine taugliche Grundlage.“ Die begutachtende Münchner Kanzlei Westpfahl Spilker und Wastl wies Woelkis Vorwürfe zurück und würde das Gutachten gerne veröffentlichen wollen, damit die Öffentlichkeit und die Opfer die Fakten prüfen könne. Ein Gutachten derselben Kanzlei zur Aufklärung von sexualisierter Gewalt im Bistum Aachen wurde im November 2020 veröffentlicht. Das Gutachten in Köln hat jedoch eine besondere Brisanz, da damals verantwortliche führende Mitarbeiter weiterhin hohe Ämter in der katholischen Kirche bekleiden, insbesondere die Bischöfe Stefan Heße und Dominikus Schwaderlapp.
Woelki gab an, bis zum 18. März 2021 eine vollständige Neufassung der Untersuchung zu veröffentlichen, welche er bei einer anderen Kanzlei in Auftrag gegeben habe. Am 28. November 2020 teilte Woelki mit, das Gutachten doch einzelnen Personen zu einem späteren Zeitpunkt zugänglich machen zu wollen. Parallel dazu war ein von Woelki in Auftrag gegebenes Einzelgutachten der Münchner Kanzlei Westpfahl Spilker und Wastl zum Priester Nikolaus A. bereits seit einigen Tagen auf den Seiten des Kölner Stadt-Anzeigers öffentlich einsehbar, in dem erhebliche Mängel im Umgang des Bistums belegt werden.
Zum Gutachten der Kanzlei Westpfahl Spilker und Wastl aus München ließ sich das Erzbistum durch die Kanzleien Redeker Sellner Dahs und Ralf Höcker beraten.
Der Betroffenenbeirat hatte der Nichtveröffentlichung zugestimmt. Einige Mitglieder gaben später an, auf sie sei Druck ausgeübt worden und sie seien instrumentalisiert worden: „Wir sollten das Zertifikat liefern: vom Beirat abgesegnet.“ Mehrere Mitglieder zogen sich aus Protest aus dem Gremium zurück. Ein Mitglied sprach von „gezielter Irreführung“ durch das Erzbistum, da wesentliche Informationen vor Versammlungen nicht zur Verfügung gestellt wurden. Der Diözesanrat der Katholiken im Erzbistum Köln äußerte aufgrund der Ereignisse Zweifel, „ob aus dem System der herrschenden Bistumsleitung aus eigener Kraft heraus eine solche metanoia, Umkehr, und ein solcher Neuanfang zugunsten von Aufklärung, Recht und Gerechtigkeit möglich ist“. Das Zentralkomitee der deutschen Katholiken beschloss am 20. Oktober 2020 eine Erklärung, in der es heißt: „Aktuell sind wir Zeuginnen und Zeugen intransparenter Vorgänge im Erzbistum Köln. Wir fordern, diese vollständig offen zu legen und insbesondere die Ergebnisse aus dem Gutachten der Kanzlei Westpfahl Spilker Wastl zugänglich zu machen.“ Auch die Gesellschaft Katholischer Publizisten Deutschlands forderte eine Veröffentlichung. Der Unabhängige Beauftragte für Fragen des sexuellen Kindesmissbrauchs, Johannes-Wilhelm Rörig, sagte, er habe bei Woelki bisher einen starken Willen zur Aufarbeitung angenommen. Nun aber deute vieles darauf hin, „dass Kardinal Woelki mit Blick auf Betroffenenbeteiligung, Transparenz und Unabhängigkeit von Aufarbeitung einen massiven Fehler begangen haben könnte“. Der Vorwurf der Vertuschung stehe im Raum. Der Münchner Erzbischof Reinhard Marx kritisierte die Zurückhaltung des Gutachtens durch Woelki scharf und nannte den Vorgang im Dezember 2020 „verheerend für uns alle“.
Am 6. Januar 2021 bot das Erzbistum Journalisten eine jeweils 20-minütige Einsicht an unter der Voraussetzung, eine Vertraulichkeits-Vereinbarung zu unterschreiben. Die Vereinbarung wurde ohne Vorankündigung vorgelegt. Die Journalisten lehnten ab. Ein Angebot der Kanzlei Westpfahl Spilker und Wastl vom 22. Januar 2021, das Gutachten unter Übernahme des Haftungsrisikos selbst zu veröffentlichen, wurde vom Bistum umgehend abgelehnt, da man der „Veröffentlichung eines rechtswidrigen Gutachtens“ nicht zustimmen könne. Vom 25. März 2021 bis zum 1. April 2021 konnte jeder Interessierte nach Anmeldung das wegen der äußerungsrechtlichen Bedenken nicht veröffentlichte Gutachten der Kanzlei Westpfahl Spilker Wastl im Maternushaus in Köln einsehen. Hiervon machten 382 Personen Gebrauch.
Es wurde angekündigt, dass die Ergebnisse des neuen Gutachtens den Verantwortlichen des Erzbistums und zugleich der Öffentlichkeit auf einer Pressekonferenz am 18. März 2021 vorgestellt werden sollten, erste Ergebnisse und Konsequenzen aus dem Gutachten am 23. März 2021 auf einer zweiten Pressekonferenz. Woelki erklärte bereits im Vorfeld der Veröffentlichung des neuen Gutachtens, dass Führungskräfte „wenn nötig“ von ihren Aufgaben entbunden würden.

#### Betroffenenbeirat Erzbistum Köln
Im November 2018 folgte Woelki seiner Ankündigung, einen Betroffenenbeirat im Erzbistum Köln zu errichten. Damit setzte er als erster deutscher Bischof diese Empfehlung der MHG-Studie um. Woelkis Absicht war ein „Austausch“ mit den Betroffenen, der „auf Augenhöhe und mit Regelmäßigkeit“ stattfindet. Durch den Beirat wolle er „mit den Betroffenen sprechen statt über sie“ und die Aufklärung vorantreiben.
Der erste Betroffenenbeirat für das Erzbistum Köln (2019–2022) wurde am 1. April 2019, als erster seiner Art in Deutschland, einberufen. Zu Beginn bestand er aus 10 Mitgliedern, die alle Opfer des sexuellen Missbrauchs in der Kirche waren. Im Laufe der Amtszeit verringerte sich die Mitgliederzahl auf 5 Personen; bis März 2021 verließen 6 Mitglieder den Beirat, eine Person kam im Juni 2021 neu hinzu. Im November 2020 waren beide Sprecher des Gremiums zurückgetreten, nachdem sich Woelki in einer kurzfristig anberaumten Sitzung die Zustimmung des Beirats eingeholt hatte, das Gutachten der Kanzlei Westpfahl Spilker Wastl nicht zu veröffentlichen und eine neue Untersuchung zu veranlassen. Wie das Erzbistum mitteilte, sei bei der Sitzung von keinem anwesenden Mitglied gefordert worden, Einblick in das Gutachten von Westpfahl pp. zu bekommen.
Der Beirat kritisierte im Juni 2021 in einer Pressemitteilung die „missbräuchliche Nutzung des Themas Missbrauch durch bestimmte Gruppen für die eigene Agenda“, insbesondere die „nicht ausgewogene Darstellung der Vorgänge in Köln“ durch die Medien und verschiedene Gruppierungen. Insbesondere seien in den Medien bei Berichten über die Nichtveröffentlichung des ersten Gutachtens nur Mitglieder zu Wort gekommen, die zuvor aus dem Gremium ausgetreten waren oder ihre Meinung kurzfristig geändert hätten. Das habe zu einer einseitigen Berichterstattung geführt, obwohl die Nichtveröffentlichung im Einklang mit dem Beirat stattgefunden habe. Der zurückgetretene Sprecher Patrick Bauer hatte bei der Beiratssitzung zunächst zugestimmt, widerrief das jedoch wenige Tage später und erklärte gegenüber dem Nachrichtenportal katholisch.de, er sei in der Sitzung durch den in dieser Form nicht angekündigten Tagesordnungspunkt „überrascht“ worden, und es habe nicht genügend Zeit zur angemessenen Bewertung der Informationen gegeben. Wie das Medienportal des Erzbistums, Domradio, berichtete, hatte sich der zweite, ebenfalls zurückgetretene Sprecher des Beirats, Karl Haucke, bei der Entscheidung des Erzbistums instrumentalisiert gefühlt. In einer Sendung des Fernseh-Magazins Monitor sagte er, dem Erzbischof und dem Generalvikar sei es in der Sitzung lediglich darum gegangen, das „Gütesiegel Betroffenenbeirat“ zur Nicht-Veröffentlichung der ersten Untersuchung zu bekommen.
Der Betroffenbeirat wirkte bei der Erstellung der Missbrauchsgutachten mit. Zudem beteiligte er sich an der Priesterausbildung des Erzbistums Kölns und führte ein Gespräch mit den Apostolischen Visitatoren, die vom Papst in das Erzbistum Köln geschickt wurden, um ihnen ihre Sicht auf die Aufarbeitung des Erzbistums zu schildern. Alle Mitglieder des Beirats führten mindestens ein persönliches Gespräch mit Woelki sowie weitere Gespräche mit Generalvikar Hofmann und den Weihbischöfen Steinhäuser, Puff und Schwaderlapp. In einem am 31. März 2022 veröffentlichten Rückblick auf die erste Amtszeit bilanzierte das Gremium, dass verschiedene Forderungen durch das Erzbistum umgesetzt worden seien, darunter die Verbesserung der Arbeitsabläufe im Ordinariat, Digitalisierung der Personalakten, seelsorgerliche Begleitung von Betroffenen und Schulungsmaßnahmen. Andere Forderungen seien noch nicht erfüllt, so eine verbesserte Opfernachbetreuung oder der Verzicht auf wiederholte Darlegung des ihnen Widerfahrenen durch Opfer; auch müsse der Höchstbetrag der Anerkennungszahlungen dringend angehoben werden.
Im März 2022 begann das Erzbistum mit dem Auswahlverfahren für einen neuen Betroffenenbeirat Erzbistum Köln (2022–2024).

#### Verhalten im Fall Priester O.
Ein im Kölner Stadt-Anzeiger erschienener Artikel legt nach Ansicht des Journalisten Raoul Löbbert, die er in Zeit online veröffentlichte, nahe, dass Woelki selbst einen Fall sexualisierter Gewalt an Kindern vertuscht habe. Der Priester Johannes O. (1929–2017) sei als Täter dem Erzbistum seit längerem einschlägig bekannt gewesen. Woelki kannte den Mann zudem persönlich spätestens seit 1983, als Woelki bei O. ein Pastoralpraktikum absolviert hat; seither standen beide in Kontakt. Schon Kardinal Meisner wäre nach dem Kirchenrecht verpflichtet gewesen, den Fall zur Prüfung an die vatikanische Glaubenskongregation zu melden, was er jedoch nicht tat. Nach seinem Amtsantritt als Erzbischof habe Woelki sich dem Vernehmen nach die Personalakte O.s vorlegen lassen. Er unterließ es dann ebenfalls, den Fall nach Rom zu melden. Das mutmaßliche Missbrauchsopfer widersprach im Dezember 2020 der Darstellung Woelkis, es habe an der Aufklärung nicht mitwirken wollen, und erklärte: „Ich habe detailliert über die Tat berichtet und habe gebeten, soweit wie möglich außen vor gelassen zu werden.“ Der Kirchenrechtler Thomas Schüller forderte Woelki zum Rücktritt auf, weil er pflichtwidrig vor 2015 keine Untersuchung eingeleitet habe. Stattdessen benutze er nun das Opfer, indem er wahrheitswidrig behaupte, dass es sich nicht zu Aussagen bereit erklärt habe. Damit sei ein Tiefpunkt erreicht, nicht nur rechtlich, sondern auch moralisch.
Woelki bat im Dezember 2020 den Papst um Prüfung der Vorwürfe. Am 8. Februar 2021 wurde bekannt, dass die Glaubenskongregation nach einer Untersuchung zu der Auffassung gekommen sei, dass Woelki korrekt gehandelt habe, da eine strenge Meldepflicht in solchen Fällen erst seit 2020 vorgeschrieben sei.

#### Verhalten im Fall Priester F.
Die Bild-Zeitung behandelte im Jahr 2020 Woelkis Verhalten im Fall des Priesters F. Gegen diesen war 1991 Anklage wegen sexuellen Missbrauchs von Kindern unter 14 Jahren erhoben worden, in den Folgejahren habe er eine Mutter mit mehreren Söhnen aufgenommen und sexualisierte Gewalt an den Kindern ausgeübt. 2004 wurde er in den endgültigen Ruhestand versetzt, 2010 kam es wieder zu Beschwerden gegen ihn. Im Jahr 2018 verbot Woelki ihm die Ausübung des Dienstes als Priester. Erst nachdem im März 2019 neue Vorwürfe erhoben wurden, habe Woelki eine kirchenrechtliche Voruntersuchung eingeleitet und den Fall der Glaubenskongregation in Rom übergeben.

#### Rücktrittsforderungen und Einschätzung der Glaubenskongregation
Im Zusammenhang mit den Vorwürfen wurde Woelki von verschiedener Seite bereits seit November 2020 ein Rücktritt nahegelegt, so vom Kölner Diözesanverband des Bundes der Deutschen Katholischen Jugend (BDKJ) und dem Diözesanrat der Katholiken im Erzbistum Köln, der am 13. November 2020 umgehend transparente Aufklärung gefordert hatte und erklärte: „Für Täter und Vertuscher muss es personelle Konsequenzen geben! … Wir möchten von Erzbischof Rainer Kardinal Woelki und der Bistumsleitung eine Zusage, … dass individuelle Verantwortung übernommen wird.“ Im Dezember forderten die Katholische Frauengemeinschaft Deutschlands (kfd), der Opferverein „Eckiger Tisch“ und der Münsteraner Kirchenrechtler Thomas Schüller den Rücktritt des Erzbischofs. Woelki erklärte am 10. Dezember 2020, er habe sich an den Papst gewandt und gebeten, „zu prüfen, ob er eine Pflichtverletzung nach kanonischem Recht begangen habe“. Er sei bereit, die moralische Verantwortung zu übernehmen: „Sollte ich im konkreten Fall Fehler gemacht haben, werden diese klar benannt und ich werde danach handeln.“  Der Kölner Stadtdechant Robert Kleine erklärte am 1. Februar 2021 gegenüber dem Kölner Stadt-Anzeiger, dass auch bei überzeugten Katholiken angesichts des Vorgehens der Bistumsspitze in dem Missbrauchskandal große Ratlosigkeit herrsche, und sprach von einer desaströsen Außenwirkung. Er appellierte an die Verantwortlichen, Verantwortung zu übernehmen, und forderte persönliche Konsequenzen der Bistumsspitze.
Am 11. Dezember 2020 hatte der dienstälteste Bischof der Kölner Kirchenprovinz, Felix Genn, den Apostolischen Nuntius in Deutschland, Erzbischof Nikola Eterović, über die Vorgänge informiert und darum gebeten, diese Mitteilung an den Heiligen Stuhl weiterzuleiten. Die Angelegenheit wurde in der römischen Kirchenleitung geprüft, jedoch ließ die Kurie die im Kirchenrecht vorgesehene Frist von 30 Tagen ohne Entscheidungen verstreichen. Nach Mitteilung des Nachrichtenportals katholisch.de werden die Abläufe in Rom mit Sorge wahrgenommen. Es werde geprüft, ob das Verhältnis zwischen Erzbischof und Kirchenvolk so sehr zerrüttet ist, dass eine Zusammenarbeit nicht mehr möglich ist. Wenn ein Bischof durch Nachlässigkeit oder Unterlassung Schaden an Personen oder der Gemeinschaft als Ganzes verursacht hat, kann er seines Amtes enthoben werden. Am 8. Februar 2021 wurde bekannt, dass die Glaubenskongregation nach einer Untersuchung des „Falles Priester O.“ (2015) zu der Auffassung gekommen sei, dass Woelki korrekt gehandelt habe, da eine strenge Meldepflicht in solchen Fällen erst seit 2020 vorgeschrieben sei; ob es allerdings klug gewesen sei, den Fall nicht zu melden, sei eine andere Frage. Rechtliche Schritte gegen den Kardinal seien nicht geplant. Woelki hatte im Dezember 2020 den Vatikan um Prüfung gebeten. Der Bonner Kirchenrechtler Norbert Lüdecke bestreitet indes abweichend von der von der zuständigen Glaubenskonkregation vorgenommenen Einschätzung die rechtliche Geltung der Meldepflicht erst ab 2020; die Pflicht, einen wahrscheinlichen Verdacht zu untersuchen und unabhängig vom Ausgang der Untersuchung nach Rom zu melden, bestehe bereits seit 2001.
In einem Interview mit der Rheinischen Post sagte Woelki im am 6. Februar 2021: „Die Übernahme von Verantwortung, die ich von allen anderen verlange, werde ich auch mir abverlangen.“ Er schloss einen Rücktritt nicht aus, sollte das zweite Gutachten seine Rolle entsprechend bewerten.

#### Reaktionen aus der evangelischen Kirche
Im Februar 2021 erklärte Manfred Rekowski, Präses der Evangelischen Kirche im Rheinland, an der gemeinsamen Fastenandacht mit Woelki festzuhalten. Zugleich teilte er mit, im Zusammenhang mit dem Missbrauchsskandal würden auch Kirchenaustritte von Protestanten verzeichnet.

#### Zweites Gutachten zu sexualisierter Gewalt
Am 18. März 2021 übergaben die Strafrechtler Kerstin Stirner und Björn Gercke ihr Gutachten über Pflichtverletzungen von Diözesanverantwortlichen des Erzbistums Köln im Umgang mit Fällen sexuellen Missbrauchs im Zeitraum von 1975 bis 2018 an Woelki und Peter Bringmann-Henselder vom Betroffenenbeirat des Erzbistums Köln und stellten es in einer Pressekonferenz vor. Den Gutachtern zufolge haben sie keine Pflichtverletzungen durch Woelki festgestellt, allerdings mehrere Pflichtverletzungen bei Woelkis Vorgängern und anderen Entscheidungsträgern im Erzbistum. Woelki stellte daraufhin unmittelbar den früheren Generalvikar, Weihbischof Dominikus Schwaderlapp, und Offizial Günter Assenmacher mit sofortiger Wirkung von ihren Aufgaben frei und kündigte weitere Konsequenzen an. Weihbischof Ansgar Puff wurde am Tag darauf auf eigenen Wunsch durch Woelki von seinen Aufgaben entbunden. Weihbischof Schwaderlapp und der frühere Kölner Generalvikar und jetzige Erzbischof von Hamburg, Stefan Heße, boten dem Papst ihren Rücktritt als Bischof an.
Am 23. März 2021 informierte Woelki über konkrete Maßnahmen des Erzbistums und erklärte, er werde sich für eine kirchenrechtliche Reform einsetzen; unter anderem müsse der kirchenrechtliche Grundsatz geändert werden, dass Missbrauchsfälle im kirchlichen Recht teilweise nur als Verstöße des Täters gegen das Zölibatsversprechen und nicht als gewaltsamer Übergriff auf die Betroffenen gesehen würden. Seinen eigenen Rücktritt lehnte Woelki ab, indem er sagte: „Die moralische Verantwortung einfach mitnehmen und gehen – zum Schutz des Ansehens von Bischofsamt und Kirche – das ist mir zu einfach und in meinen Augen ist es falsch. Ich werde moralische Verantwortung annehmen und wahrnehmen. Ich werde hier und heute und in Zukunft alles dafür tun, dass keine solchen Fehler mehr passieren.“

#### Apostolische Visitation und geistliche Auszeit
Papst Franziskus entsandte im Juni 2021 zwei Apostolische Visitatoren ins Erzbistum Köln: den Rotterdamer Bischof Hans van den Hende (auch Vorsitzender der Niederländischen Bischofskonferenz) und den Erzbischof von Stockholm, Anders Arborelius. Sie sprachen im Auftrag des Papstes mit mehreren Dutzend Menschen, um sich einen Eindruck von der seelsorglichen Lage im Erzbistum Köln und vom Umgangs mit Fällen sexueller Gewalt zu machen.
Am 24. September 2021 wurde bekannt, dass Papst Franziskus Woelki im Amt belässt; Woelki soll jedoch eine mehrmonatige „Bedenkzeit“ – eine „geistliche Auszeit“ – nehmen. Nach Würdigung des Berichts der Visitatoren habe sich kein Hinweis ergeben, dass Woelki im Umgang mit Fällen sexuellen Missbrauchs rechtswidrig gehandelt habe, und er lasse bei der Aufarbeitung der Missbrauchsverbrechen, seiner Zuwendung zu Betroffenen und der Prävention Entschlossenheit erkennen. Jedoch habe er insbesondere in der Kommunikation „auch große Fehler gemacht“, die „wesentlich dazu beigetragen“ hätten, „dass es im Erzbistum zu einer Vertrauenskrise gekommen ist, die viele Gläubige verstört“. Die Welt schrieb dazu, dass die Entscheidung des Papstes „Abzüge in der B-Note“ für Woelki bedeute und ein Versuch sei, „in einer verfahrenen Lage allen Seiten gerecht zu werden“. Das Gegenteil sei jedoch wahrscheinlicher; Woelki sei einerseits weg und bleibe andererseits, seine Autorität sei beschädigt und trotzdem sei er es, der „nach seiner Rückkehr das aufgewühlte Erzbistum wieder einen“ solle. Gläubige auf beiden Seiten seien daher frustriert und der Papst, „der schlichten wollte“, habe „das Problem maximiert“.
Während der Auszeit Woelkis vom 12. Oktober 2021 bis zum 1. März 2022 leitete Weihbischof Rolf Steinhäuser als Apostolischer Administrator sede plena das Erzbistum Köln, das Amt des Generalvikars ruht in dieser Zeit. Woelki kündigte an, er werde in der Auszeit zunächst 30-tägige Exerzitien machen, sich dann in Nachbarländern über deren Wege der Seelsorge informieren und sich für soziale Projekte einsetzen. Administrator Steinhäuser sagte in einem Zeitungsinterview am 27. November 2021, er halte die Zukunft Woelkis nach dessen Auszeit für offen. Es gebe inzwischen eine gute Gesprächsbasis zwischen der Bistumsleitung, dem Diözesanrat und dem Diözesanpastoralrat. „Ob das bleibt, wenn Kardinal Woelki wieder da ist, dazu kann ich jetzt nichts sagen.“ Nach dem Ende von Woelkis viermonatiger Auszeit werde es eine Probezeit geben, „und danach wird klar sein, welche Chancen ihm die Leute geben und wie sie sich dann positionieren. Entweder machen sie dann wieder mit, resignieren, revoltieren oder gehen in die Larmoyanz.“ Auch der Vatikan werde in dieser Zeit „genau hingucken“.

#### Wiederaufnahme des Dienstes
Woelki trat am Aschermittwoch, dem 2. März 2022 nach einer Zeit mit Exerzitien und sozialem Einsatz seinen Dienst als Erzbischof wieder an. In einem Hirtenbrief sprach er von einem „stillen Beginn“; die Auszeit habe ihm einen neuen Blick ermöglicht auf die Situation im Erzbistum Köln, auf sein eigenes und auf fremdes Handeln, bezogen auf Beteiligung und Leitung, Möglichkeiten der pastoralen Entwicklung, notwendige Reformen in der Kirche bis hin zu systemischen Veränderungen, welche die Realitäten von sexuellem, geistlichem und strukturellem Missbrauch auch ihm aufgäben. Richtungsweisend sei für ihn dabei „die Perspektive der von Missbrauch Betroffenen“ und das, was sie erlebt und erlitten hätten, als „Kompass für mein Nachdenken und Handeln“. Er werde in der kommenden Zeit die Begegnung mit möglichst vielen Menschen im Erzbistum suchen. Woelki teilte mit, dass er inzwischen Papst Franziskus sein Amt zur Verfügung gestellt habe. Das Erzbistum erklärte dazu, dass der Papst zu gegebener Zeit über das Rücktrittsangebot entscheiden werde und zunächst angeordnet habe, dass Woelki wie vorgesehen seinen Dienst wieder aufnimmt.
Im Erzbistum wurde von verschiedener Seite auf eine verbreitet festzustellende Zerrüttung des Verhältnisses zwischen dem Erzbischof und Gläubigen wie Seelsorgern hingewiesen. Tim Kurzbach, Vorsitzender des Diözesanrates, bemerkte, Woelkis Hirtenbrief benenne „kein einziges konkretes eigenes Versagen, keinen einzigen konkreten eigenen Fehler, keine einzige wirkliche Schuld“ des Kardinals. Ein Mitglied des Diözesanpastoralrats im Erzbistum Köln verteidigte Woelki gegen harte oder hasserfüllte Angriffe und sagte, seinem Eindruck nach suche der Erzbischof das Gespräch und sei bemüht, Polarisierungen aufzulösen. Mitte April 2022 zeigten sich mehrere deutsche Bischöfe und die Vorsitzende des Zentralkomitees der deutschen Katholiken, Irme Stetter-Karp, irritiert darüber, dass in Rom angesichts der tiefen Krise im Erzbistum immer noch nicht über das Rücktrittsangebot Woelkis entschieden sei; der anhaltende Schwebezustand schade allen, auch dem Kardinal selbst; dieser sei – so DBK-Vorsitzender Georg Bätzing – offensichtlich vom Vorgehen Roms mit Blick auf die Auszeit gekränkt.
Am 5. August 2022 berichtete der Kölner Stadtanzeiger über interne Unterlagen von Woelkis PR-Beratern. Demzufolge hatten diese ihm und seinem damaligen Generalvikar Markus Hofmann in einem Konzeptpapier mit der Überschrift „Wie ‚überlebt‘ der Kardinal?“ die Strategie empfohlen, den Betroffenenbeirat des Erzbistums in Bezug auf den geplanten Wechsel der Gutachter zu Fällen des sexuellen Missbrauchs auf ihre Linie zu bringen, und dazu praktische Verhaltensvorschläge gemacht. Auf die Nachricht reagierten die Stadtdechanten von Köln, Bonn, Wuppertal und Remscheid mit Protest gegen diesen „Kommunikationsfehler“; der Kölner Stadtdechant Robert Kleine bezeichnete die „Inszenierung samt Wut bei gleichzeitig durch bezahlte PR-Experten angeratenen ‚Emotionen, Glaubhaftigkeit und Echtheit‘“ als „Bankrotterklärung der Bistumsleitung“. Betroffenenverteter und der Vorsitzende des Diözesanrats, Tim Kurzbach, reagierten empört, die Missbrauchsbeauftragte der Bundesregierung, Kerstin Claus, kritisierte die PR-Strategie und forderte „Betroffenenbeteiligung auf Augenhöhe und in voller Transparenz“. Woelki äußerte sich nicht zu den Vorwürfen. Am 10. August gab Guido Assmann, der erst seit dem 1. Juli 2022 der Nachfolger von Markus Hofmann als Kölner Generalvikar ist, eine schriftliche Erklärung gegenüber den Mitarbeitern des Erzbistums ab, in der es hieß, es habe nie das Ziel gegeben, den Betroffenenbeirat „zu einem bestimmten Stimmverhalten zu animieren“, sondern handlungsleitend sei immer und ausschließlich die Betroffenenperspektive gewesen: „Weder wollten wir instrumentalisieren, noch auch einen solchen Verdacht irgendwie nähren. Letzteres ist leider nicht gelungen.“ Am 15. August forderten 21 Mitarbeiter des Erzbistums, darunter Pfarrer, Pastoral- und Gemeindereferentinnen sowie die Leitung der Katholischen Frauengemeinschaft im Erzbistum einen Neuanfang mit „personellen und systemischen Veränderungen“. Woelki habe sein letztes Vertrauen verbraucht, und die Krise habe einen nicht vorstellbaren Tiefpunkt erreicht. Der Erklärung schlossen sich bald mehrere Dutzende kirchliche Mitarbeiter an. Am 19. August 2022 wandte sich der amtierende Betroffenenbeirat des Erzbistums, von dessen sieben Mitgliedern fünf dem Beirat bereits in der damaligen Amtszeit angehört hatten, in einer Pressemitteilung an die Öffentlichkeit und wies die Behauptung zurück, im Zusammenhang mit der Nichtveröffentlichung des ersten Kölner Missbrauchsgutachtens instrumentalisiert worden zu sein; es verletze die Mitglieder des Beirats „zunehmend, dass Missbrauch fast ausschließlich nur als ‚Aufhänger‘ für kirchenpolitische Kritik genutzt wird“. Das Gremium stellte die Frage, warum sich diejenigen, die sich in den Medien zu Wort gemeldet hätten, nicht bei den amtierenden Mitgliedern informiert hätten, statt zurückgetretene Mitglieder zu zitieren.
Die ZDK-Vorsitzende Irme Stetter-Karp stellte im Interview mit der Rheinischen Post fest, die „konfliktive Stimmung“ zwischen Woelki und seiner Diözese sei durch die Auszeit nicht befriedet worden. Sie nannte es „bedenklich“, dass die Kirchenleitung in Rom auf die Lage in Köln weiterhin abwartend reagiere: „Wenn der Vatikan nicht handelt, fährt das Erzbistum Köln vor die Wand.“

### Strafrechtliche Ermittlungen
Ab November 2022 ermittelte die Staatsanwaltschaft Köln gegen Woelki wegen falscher Versicherung an Eides statt im Fall der Missbrauchsvorwürfe gegen den früheren Sternsinger-Chef Winfried Pilz. Der Kardinal gewann in diesem Zusammenhang auch einen medienrechtlichen Prozess gegen Bild, die nicht mehr behaupten darf, dass der Kardinal die Missbrauchsvorwürfe gegen Pilz absichtlich geheim gehalten habe. In einem zweiten Fall ermittelt die Kölner Staatsanwaltschaft seit dem 23. November 2022 ebenso wegen des Verdachts einer falschen Versicherung an Eides statt gegen Woelki. Es handelt sich um den Fall des früheren stellvertretenden Düsseldorfer Stadtdechanten Michael D. Allerdings hielt der Strafrechtler Dirk Lammers, ehemaliger Richter am Verfassungsgericht des Landes Brandenburg, eine Anklageerhebung aufgrund der bekannten Zeugenaussagen für unwahrscheinlich, da diese nicht konkret Inhalte der Versicherung an Eides statt widerlegten.
Im Mai 2023 leitete die Staatsanwaltschaft Köln ein drittes Ermittlungsverfahren gegen Woelki ein, diesmal wegen Verdachts auf das Verbrechen des Meineids. Am 27. Juni 2023 durchsuchten die Staatsanwaltschaft Köln und Polizisten mehrere Objekte im Erzbistum Köln. Als die Ermittler vor der Tür des Erzbischöflichen Hauses erschienen, warteten dort bereits Journalisten und Kameraleute, die von dem Ereignis berichteten. Woelki erstattete daraufhin Strafanzeige gegen Unbekannt wegen Verletzung des Dienstgeheimnisses, da die Information über die Hausdurchsuchung und der Termin offenbar an die Medien „durchgestochen“ worden seien, wie Woelkis Anwalt erklärte.

#### Verfahrenseinstellung gegen Geldauflage
Am 6. Mai 2025 teilte die Staatsanwaltschaft Köln mit, dass sie das Ermittlungsverfahren gegen Zahlung einer Geldauflage in Höhe von 26.000 Euro an eine gemeinnützige Einrichtung eingestellt habe. Die Staatsanwaltschaft begründete die Einstellung unter anderem damit, dass Woelki nicht vorbestraft sei und die Ermittlungen aufgrund der medialen Berichterstattung eine erhebliche Belastung für diesen dargestellt hätten. Die Behörde ging zudem davon aus, dass Woelki die Tat fahrlässig und nicht vorsätzlich begangen habe. Gleichwohl wäre eine Verurteilung bei einem Gerichtsprozess wahrscheinlich gewesen. Die Staatsanwaltschaft widersprach der Darstellung des Erzbistums Köln, die Einstellung bedeute, dass Woelki unschuldig sei. Jetzt zu sagen, Woelki habe nicht gelogen, sei „schon ziemlich stark“. Man habe in zwei Fällen einen hinreichenden Tatverdacht dafür festgestellt, dass der Kardinal falsche Angaben gemacht habe.

### Kirchenrechtliche Anzeige
Im Juli 2025 erstattete der Betroffenenbeirat der Deutschen Bischofskonferenz eine Anzeige nach Kirchenrecht gegen Woelki. Der Beirat habe jegliches Vertrauen verloren, dass unter Woelkis Leitung die Missbrauchstaten ohne Rücksicht auf die Täter aufgeklärt werden. Aufarbeitung im Erzbistum Köln scheine vor allem dem Selbstschutz des Kardinals zu dienen. Die Anzeige wurde an den Vatikan geschickt in der Hoffnung, dass der Papst darüber entscheiden und eine Untersuchung einleiten wird. Der Papst hat auch die Möglichkeit, das vorliegende Rücktrittsgesuch Woelkis anzunehmen. Woelki selbst zeigte sich über die Anzeige überrascht.

### Synodaler Weg
Woelki steht der konkreten Ausgestaltung des „Synodalen Wegs“ der katholischen Kirche in Deutschland kritisch gegenüber. Der Synodale Weg berge das große Risiko, „vornehmlich, ja beinahe ausschließlich strukturelle Änderungen in den Blick und schließlich auch in Angriff zu nehmen“. Schon der Eindruck, der kirchliche Reformprozess sei eine quasi-parlamentarische Abstimmung über den Glauben, müsse unterbunden werden. Die unveränderbare kirchliche Lehre dürfe nicht zur Disposition gestellt werden. Besonders die auch von Papst Franziskus geforderte Bedeutung der Evangelisierung komme für Woelki zu kurz. Daher hat Woelki gegen die Satzung des synodalen Wegs gestimmt.
Als Folge auf den Brief von Papst Franziskus brachten Woelki und Bischof Rudolf Voderholzer vom Bistum Regensburg am 19. August 2019 einen alternativen Satzungsentwurf in die Diskussion ein. Er wurde eingehend diskutiert und mit 21 zu 3 Stimmen (bei 3 Enthaltungen) abgelehnt. Der Alternativentwurf hatte sieben (statt vier) Themenschwerpunkte vorgesehen, nämlich: Sexueller Missbrauch, Sendung der Laien im Dienst der Evangelisierung, Jugendkatechese, Ehe- und Familienpastoral, Berufungspastoral, Theologie und Religionsunterricht im Dienst der Evangelisierung sowie Spiritualität und Evangelisierung.
Der Präsident des ZdK, Thomas Sternberg, wies die Kritik Woelkis am Synodalen Weg zurück. Die katholische Kirche müsse sich Grundfragen über die eigene Struktur stellen: „Will man Synodalität, wie sie der Papst immer einfordert, oder will man ein altes Modell der kirchlichen Organisation aus dem 19. Jahrhundert?“, fragte der ZdK-Präsident.
Scharfe Kritik übte der Vorsitzende des Kölner Diözesanrates, Tim Kurzbach, am Widerstand Woelkis gegen den Synodalen Weg. „Ich fürchte, er zerstört die Autorität seines bischöflichen Amtes, indem er nicht mit guten Argumenten in der Versammlung zu überzeugen versucht.“ Dabei sollte er „doch längst erkannt haben, dass das Amt allein eben keine wahre Autorität mehr begründet“. Die „angstfreien Diskussionen“ des Synodalen Weges hätten „die scheinbare Macht auch eines Kölner Kardinals entzaubert“, meint Kurzbach. Auch Woelki sei nur eine Stimme unter den vielen Getauften. „Die Angst vor einer bischöflichen Macht, die nicht auf klugem Argumentieren und klugem Handeln beruht“, werde „auch in Köln vergehen“.

### Coronakrise
In der Coronakrise im Frühjahr 2020 öffnete Woelki das Priesterseminar in der Kölner Innenstadt für die Wohnungslosen der Stadt. Auch gegen Bedenken in seinem eigenen Erzbistum gab der Erzbischof gemeinsam mit studentischen Helfern über 100 Mahlzeiten am Tag aus. Auf seine Veranlassung nahmen die katholischen Kliniken im Erzbistum Köln außerdem vier Patienten aus dem besonders betroffenen Norditalien zur medizinischen Behandlung auf. In einem Brief an das medizinische Personal würdigte er deren Einsatz für Erkrankte als „herausragend“.

### Konflikt mit der Katholischen Hochschulgemeinde Köln
Im November 2020 wurde das Positionspapier „Wir wollen glaubwürdig bleiben“ der Katholischen Hochschulgemeinde in Köln (KHG) gegen den Willen von Verantwortlichen und Autoren von der Webseite der KHG entfernt, die dazu mehrere Tage gesperrt wurde. Die Webseite ist mittlerweile – ohne das monierte Positionspapier – wieder erreichbar. Die Evangelische Studierendengemeinde in Köln erklärte sich mit der KHG solidarisch und veröffentlichte es. Nachdem das Erzbistum arbeitsrechtliche Schritte gegen die Verantwortlichen der KHG angedroht hatte, sprachen Mitarbeiter von Zensur und forderten, „es muss endlich vorbei sein mit einer Kirche der Angst“. Im Februar 2021 erklärte das Erzbistum, die Positionen der KHG-Leitung und des Hochschulpfarrers personell neu zu besetzen.

### Öffentliche Resonanz
Die unerwartete Ernennung Woelkis zum Erzbischof von Köln 2014 stieß in der Öffentlichkeit auf eine ausgesprochen positive Resonanz. Der Nachfolger des bis zuletzt umstrittenen Kardinals Meisner war Rheinländer und stammte sogar aus Köln. Seine ersten Entscheidungen verhießen eine neue Ära der Offenheit und Zusammenarbeit.
Mit seiner konservativen Profilierung erntete er aber im eher liberalen rheinischen Katholizismus auch Kritik. Dies gilt zum Beispiel für seine Positionen zur Frauenordination und zur Homosexualität. Die Diskussion zur Frauenordination in der katholischen Kirche, die auch im Rahmen des Synodalen Weges stattfindet, kommentierte er mit seiner Aussage, dass die Frage der Frauenordination nicht offen sei und die Diskussion darüber daher außerhalb der Lehre der Kirche stattfinde.
Im Zusammenhang mit der Missbrauchsaufarbeitung im Erzbistum zog sich der Diözesanrat der Katholiken im Januar 2021 aus der Mitarbeit am Reformprojekt „Pastoraler Zukunftsweg“ zurück; das Gremium forderte Woelki und alle amtierenden und ehemaligen leitenden Geistlichen mit Personalverantwortung auf, aus Pflichtverletzungen und Verfehlungen im Umgang mit Fällen sexuellen Missbrauchs persönliche Konsequenzen zu ziehen. Zwei Gruppen von Priestern, insgesamt über 50 Personen, wandten sich zur selben Zeit an die Bistumsleitung und beklagten einen gravierenden Glaubwürdigkeitsverlust der katholischen Kirche, der nicht nur unter den der Kirche Fernstehenden, sondern auch bei vielen in den Gemeinden festzustellen sei, die der Kirche noch die Treue hielten; auch bei den Priestern selber verursache eine „sich ausbreitende Atmosphäre des Misstrauens, der Verdächtigung und des resignativen Rückzugs“ einen zunehmenden Loyalitätskonflikt.
Am 5. Februar 2021 startete auf eine Initiative des Publizisten Martin Lohmann eine Online-Petition mit dem Titel „Für Recht und Gerechtigkeit, Fairness und einen respektvollen Umgang miteinander in unserer Kirche“, die sich dafür einsetzt, dass es „auch in der gegenwärtigen Auseinandersetzung zu einem gerechten Umgang mit Fakten und der Person des Kardinals kommt, der mehr Solidarität und Loyalität, aber auch Respekt und Fairness verdient hat, als er sie in diesen Tagen zuweilen erfährt“. Der Petition schlossen sich 2669 Unterstützer an.
Die Wallfahrtsdirektion des Wallfahrtsortes Maria Vesperbild in Ziemetshausen (Bayern, Diözese Augsburg), wo Woelki am Hochfest der Aufnahme Mariens in den Himmel, dem 15. August 2022 die heilige Messe feierte und predigte, kündigte ihn an als „treukatholischen Bischof“, gegen den über die Medien Angriffe vorgetragen würden, die von „innerkirchlichen modernistische Kräften“ im Hintergrund initiiert seien, die ihn endlich loswerden wollten.
Bei der Wallfahrt der Ministranten aus dem Erzbistum Köln nach Rom im Oktober 2022 kam es beim Eröffnungsgottesdienst mit Woelki in der Basilika St. Paul vor den Mauern zu einer Protestaktion, als 100 bis 150 der rund 2000 Teilnehmenden während Woelkis Predigt aufstanden und ihm den Rücken zudrehten. Dieser beendete seine Predigt mit den Worten, dass Jesus den Leuten immer offen gegenüber getreten sei und „eigentlich nie einem Menschen den Rücken zugedreht“ habe; dafür erhielt er Applaus, verzichtete aber am Ende des Gottesdienstes auf den geplanten feierlichen Auszug.

## Positionen

### Flüchtlinge
Bereits kurz nach seinem Amtsantritt als Erzbischof von Köln reagierte Woelki auf die steigenden Flüchtlingszahlen. Im November 2014 initiierte er die „Aktion Neue Nachbarn“, die im Erzbistum Köln eine Willkommenskultur für Geflüchtete stärken sollte und die Flüchtlingshilfe in den Kirchengemeinden koordinieren und unterstützen sollte. Finanzielle Unterstützung und neu eingestellte hauptamtliche Integrationsbeauftragte fördern bis heute die Integration von Geflüchteten.
Bundesweite Aufmerksamkeit erzeugte Woelki am 19. Juni 2015 mit 23.000 Glockenschlägen – ein Ton für jeden Bootsflüchtling, der seit dem Jahr 2000 bis zu diesem Zeitpunkt im Mittelmeer ertrunken ist. Die Solidaritätsaktion sollte ein Mahnruf an Politik und Gesellschaft sein, Flüchtlingen zu helfen.
Im September 2016 kritisierte Woelki die vom Vorsitzenden der CSU, Horst Seehofer, erhobene Forderung nach einer Obergrenze für Flüchtlinge und einer Bevorzugung von Einwanderern aus dem christlich-abendländischen Kulturkreis: Wenn die CSU das Grundgesetz ernst nehme, könne sie keine Obergrenze verlangen, dies ließe das Asylrecht nicht zu.

### Andere Religionen
Am 24. April 2016 wandte sich Woelki im Kölner Domradio gegen die Aussage der AfD-Politikerin Beatrix von Storch, der Islam sei „eine politische Ideologie, die nicht mit unserem Grundgesetz vereinbar“ sei. Woelki wies auf die per Grundgesetz geschützte Religionsfreiheit hin und erklärte: „Eine der großen Weltreligionen wird hier in gehässiger Absicht an den Pranger gestellt.“ Wer Muslime verunglimpfe, der solle sich klarmachen, dass Gebetshäuser und Moscheen genauso durch das Grundgesetz geschützt seien wie Kirchen und Kapellen. Der Islam sei mit dem Grundgesetz vereinbar wie das Christentum und das Judentum auch. Nie wieder dürften in Deutschland Menschen aufgrund ihrer Rasse, ihrer Herkunft oder ihrer Religion ausgegrenzt oder verfolgt werden.

### Frauenordination
Unter Berufung auf Papst Johannes Paul II. lehnte Woelki die Frauenordination ab und betrachtete 2019 die Debatte über das Frauenpriestertum als „definitiv abgeschlossen“. Damit nahm er Bezug auf den Vorsitzenden der Deutschen Bischofskonferenz, Bischof Georg Bätzing, der festgestellt hatte, dass trotz der päpstlichen Festlegung die Diskussion „einfach da ist“; auch halte er den Diakonat der Frauen für sehr legitim.  Woelki hatte 2011 befunden, dass dieses „nur Männern vorbehalten sein solle“.
Er steht auf Seiten der 15%igen Minderheit der deutschen Bischöfe, die eine Überprüfung oder Änderung der geltenden Lehre immer noch ausdrücklich ablehnen; auf dem Synodalen Weg in Deutschland stimmte er 2022 und 2023 sowohl gegen eine Überprüfung des Ausschlusses der Frauen vom Priesteramt durch den Vatikan als auch gegen den Zugang der Frauen zum Diakonat, der niedrigsten Ordinationsstufe.

### Evangelisierung
2017 war Woelki der erste Unterzeichner des Manifests der Initiative Mission Manifest.

### Wohnungsmarkt
In seiner Weihnachtspredigt 2017 thematisierte Woelki die prekäre Lage auf dem Wohnungsmarkt und kritisierte, dass „Wohnungen nicht selten ausschließlich zu Renditeobjekten geworden“ seien; dies sei zynisch, wenn sich immer mehr Menschen dadurch Wohnen nicht leisten könnten.

### Kommunionempfang konfessionsverschiedener Ehepartner
Am 22. März 2018 verfassten sieben deutsche Bischöfe unter Federführung von Woelki einen Brief an die Kurienkardinäle Kurt Koch und Luis Ladaria, den Präfekten der Kongregation für die Glaubenslehre, mit der Bitte, einige Fragen zum Kommunionempfang konfessionsverschiedener Ehepartner zu klären. Dabei wurde an den Präsidenten des Rates für die Einheit der Christen die Bitte gerichtet, klarzustellen, ob die Frage des Kommunionempfangs konfessionsverschiedener Ehepartner im Rahmen einer nationalen Bischofskonferenz entschieden werden könne oder ob eine Entscheidung der Universalkirche notwendig sei. Im Juni wandte sich Luis Kardinal Ladaria mit einem Schreiben an die deutschen Bischöfe und zitierte darin Papst Franziskus, der eine vorbereitete Handreichung der deutschen Bischöfe als „nicht zur Veröffentlichung reif“ bezeichnet hatte, da das Dokument eine Reihe von ungelösten Problemen erheblicher Tragweite aufwerfe. Woelki wandte sich gegen Bestrebungen, künftig pastoral begründete Ausnahmen als neue Normen festschreiben zu wollen.
Am 26. Juli 2018 äußerte Papst Franziskus jedoch, der Brief Kardinal Ladarias sei „keine ökumenische Bremse“. Die geplante Handreichung sei sogar restriktiver gewesen, als es das Kirchenrecht vorsehe, und habe keinesfalls die Kommunion für alle öffnen wollen. Er [Franziskus] glaube, es werde „ein Dokument zur Orientierung geben, damit jeder Bischof in seinem Bistum das regeln kann, was das Kirchenrecht schon jetzt erlaubt“.

### Segnungsverbot für homosexuelle Paare
In der Debatte um das Segnungsverbot für homosexuelle Paare tritt Woelki für ein Beibehalten dieses Verbotes ein. Damit folgt er der Meinung des Vatikans. 2021 hatten mehrere Bischöfe, katholische Organisationen und über 230 Theologieprofessoren die Aufhebung dieses Verbotes gefordert. Woelki bezeichnete die Bestätigung des Verbotes als „eine Stärkung des katholischen Ehe- und Familienverständnisses“.

### Friedensethik
Im November 2023 erklärte Woelki bei einer Ansprache in Mainz, er habe hohen Respekt vor einem gemäßigten Pazifismus, der nicht den unbedingten einseitigen Gewaltverzicht fordere. Im Falle einer kriegerischen Aggression sei ein solcher Gewaltverzicht nicht vertretbar. Das „pragmatisch geduldete Übel der Notwehrgewalt“ sei unter strengsten Voraussetzungen christlich legitimiert; sie könne und solle „als Ultima Ratio den Weg zum Frieden ebnen“ und bewahre vor ungezügelter Barbarei. Ein gemäßigter Pazifismus bewahre vor Kriegstreiberei, und es sei notwendig, durch gewaltlosen Widerstand oder weltweite friedensethische Bildung „heute schon den noch langen Weg zu einer gewaltfreien Welt zu bereiten“.

## Rezeption in der Kunst

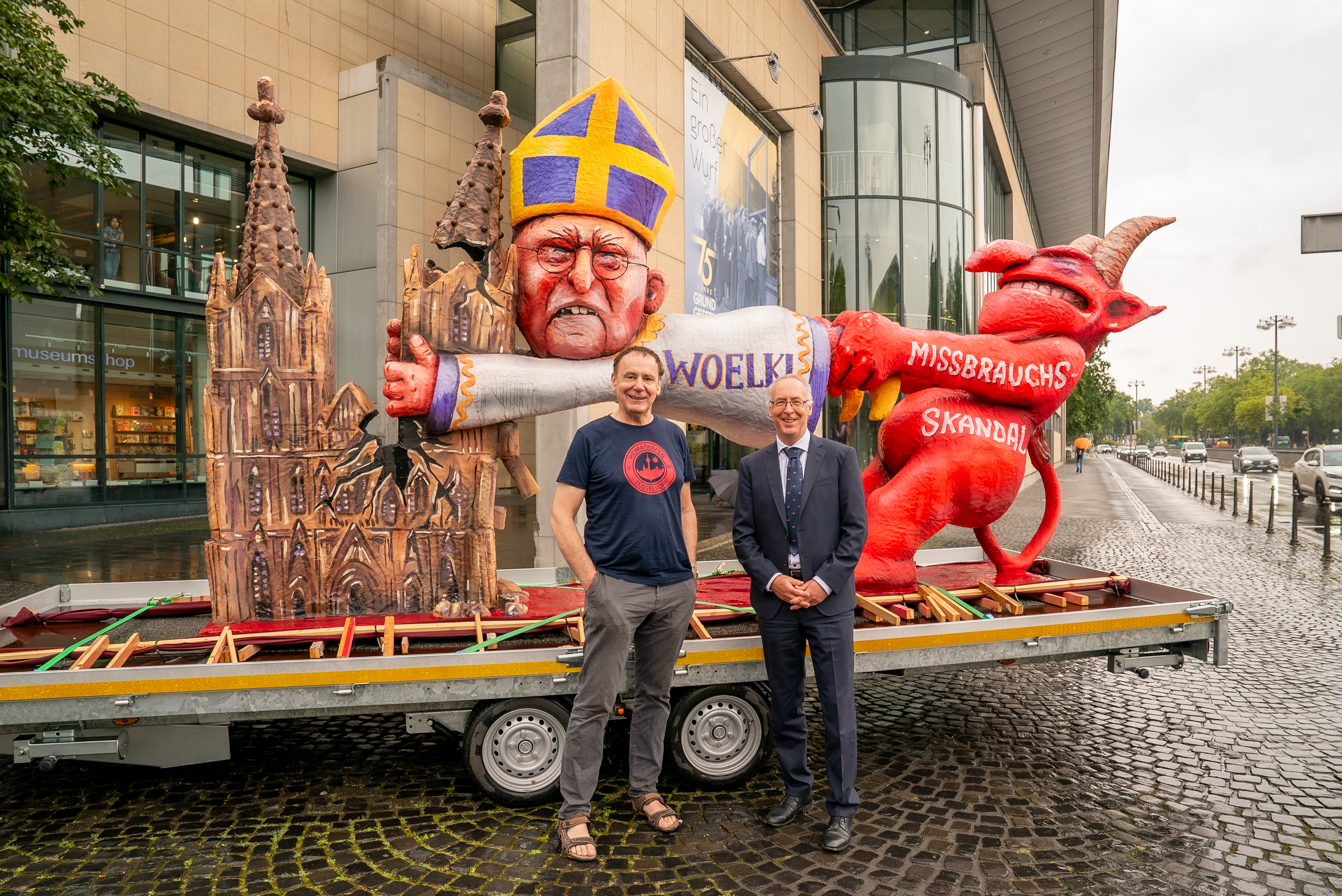
Der Klammer-Woelki bei der Aufnahme in das Haus der Geschichte mit Künstler Jacques Tilly (links) und Sammlungsdirektor Manfred Wichmann (rechts) (2024).

Die Großplastik Der Klammer-Woelki des Künstlers Jacques Tilly wurde 2024 als Exponat in das Haus der Geschichte der Bundesrepublik Deutschland in Bonn aufgenommen. Dort soll sie am Beispiel des Kölner Kardinals die Dimension des sexuellen Missbrauchs an Kindern und Jugendlichen in der römisch-katholischen Kirche „sehr aussagekräftig“ darstellen, so der Sammlungsdirektor Manfred Wichmann.

## Ämter

### Deutsche Bischofskonferenz
- Mitglied des „Ständigen Rats“ der Deutschen Bischofskonferenz
- Vorsitzender der Kommission für Wissenschaft und Kultur.[186]
- Stellvertretender Vorsitzender der Kommission IV „Kommission für Geistliche Berufe und Kirchliche Dienste“[187]
- Mitglied der Gemeinsamen Konferenz der Deutschen Bischofskonferenz und des Zentralkomitees der deutschen Katholiken[188]

### Römische Kurie
Woelki ist Mitglied folgender Organisationen der Römischen Kurie:
- Kongregation für das Katholische Bildungswesen (2012[189] – 2014)
- Dikasterium zur Förderung der Einheit der Christen (seit 2012)[189][190]
- Dikasterium für den Klerus (seit 29. April 2014)[191][192]
- Güterverwaltung des Apostolischen Stuhls (seit 2015)[193][194]
- Dikasterium für den Gottesdienst und die Sakramentenordnung (seit Oktober 2016)[195][196]

### Weitere Ämter
- Präsident des Deutschen Vereins vom Heiligen Lande (seit 2014)
- Großkanzler der Kölner Hochschule für Katholische Theologie (mit Übernahme der Trägerschaft durch das Erzbistum am 1. Februar 2020)[197]

## Ehrungen und Auszeichnungen
- Karnevals-Orden des Kölner Oberbürgermeisters durch Bürgermeisterin Elfi Scho-Antwerpes in der deutschen Botschaft beim Heiligen Stuhl am 18. Februar 2012, gleichzeitig auch an Karl Josef Becker und Klaus Wowereit.[198][199]
- Am 9. März 2016 erhielt Woelki bei einem Besuch der Partnerdiözese die Ehrendoktorwürde der Sophia-Universität in Tokio für sein Engagement in der Flüchtlingsarbeit.[200]